# Manahan (Indonesië)
Manahan is een bestuurslaag in het regentschap Surakarta van de provincie Midden-Java, Indonesië. Manahan telt 9480 inwoners (volkstelling 2010).